# فؤاد الشقاق
فؤاد محمد الشقاق، هو لاعب كرة قدم سعودي يلعب كلاعب وسط لنادي الفتح.